# Biba
Biba – osiemnasty album zespołu Boys wydany w sierpniu 2002 roku w firmie fonograficznej Green Star. Na płycie znajdują się remiksy znanych polskich DJ-ów, a także prezentacja multimedialna. Do piosenek "Biba" i "Figo-fago" nakręcono teledyski. Teledysk do piosenki "Figo-fago" został tylko raz wyemitowany w TV, gdyż dopatrzono się w nim elementów nieprzyzwoitych i zakazano jego emisji.

## Lista utworów
1. Biba – 4:09 (Muzyka: twórcy ludowi; Słowa: Marcin Miller)
2. Figo-fago – 4:31 (Muzyka i słowa: Marcin Miller)
3. Linda – 3:34 (Muzyka: twórcy ludowi; Słowa: Marcin Miller, Tomasz Sidoruk)
4. Mam cię dość – 4:06 (Muzyka i słowa: Marcin Miller)
5. Ty już nie wrócisz – 3:58 (Muzyka i słowa: Marcin Miller)
6. Bliskość twego ciała – 4:17 (Muzyka: Marcin Miller; Słowa: Marcin Siegieńczuk)
7. Szalona (Aerobeat Mix) – 6:14 (Muzyka: Janusz Konopla; Słowa: Janusz Konopla, Marcin Miller)
8. Biba (Dance Club Mix) – 6:23 (Muzyka: twórcy ludowi; Słowa: Marcin Miller)
9. Niezapomniane chwile z tobą – 2:55 (Muzyka i słowa: Marcin Miller)
10. Zrób to tak – 3:37 (Muzyka i słowa: Marcin Miller)
11. Pamiętaj – 3:31 (Muzyka i słowa: Marcin Miller)
12. Jak się masz... – 4:19 (Muzyka i słowa: twórcy ludowi)
13. Figo-fago (Club Mix) – 4:12 (Muzyka i słowa: Marcin Miller)
14. Bliskość twego serca (AS Remix) – 3:36 (Muzyka: Marcin Miller; Słowa: Marcin Siegieńczuk)
15. Biba (Video Version) – 4:09 (Muzyka: twórcy ludowi; Słowa: Marcin Miller)
16. Biba (DJ Laguna Mix) – 4:14 (Muzyka: twórcy ludowi; Słowa: Marcin Miller)
17. Boys-Biba (prezentacja multimedialna)

## Aranżacje
- Tomasz Sidoruk – 1, 3, 4, 5, 10
- Marek Zrajkowski i Ernest Sienkiewicz – 6, 8, 11, 12
- DJ Arthi i DJ Manana – 7, 8, 14
- DJ Q-Bass – 13